# Бинарна операция
Бинарна операция или двучленна операция, зададена в множеството {\displaystyle M}, се нарича изображението {\displaystyle M\times M\to M}, което на всеки два елемента от множеството {\displaystyle M}, наричани операнди, съпоставя някакъв елемент от същото множество, наричан резултат. Бинарната операция е прието да се означава със знака за действие, който се поставя между операндите. Например, за бинарната операция „{\displaystyle \cdot }“ резултатът от действието ѝ над два елемента {\displaystyle x\,\!} и {\displaystyle y\,\!} се записва в следния вид {\displaystyle x\cdot y}.
Една бинарна операция „{\displaystyle \cdot }“ се нарича комутативна, ако резултатът от нейното действие не зависи от реда на прилагането ѝ, т.е. {\displaystyle x\cdot y=y\cdot x} за произволни {\displaystyle x,y\in M}.
Бинарната операция „{\displaystyle \cdot }“ се нарича асоциативна, ако {\displaystyle (x\cdot y)\cdot z=x\cdot (y\cdot z)} за всеки три елемента {\displaystyle x,y,z\in M}. За асоциативната операция „{\displaystyle \cdot }“ резултатът от пресмятането на израза {\displaystyle x_{1}\cdot x_{2}\cdot \dots \cdot x_{n}} не зависи от реда на действията (разкриване на скоби), което ни дава правото да пропуснем скобите в записа. За неасоциативни операции изразът {\displaystyle x_{1}\cdot x_{2}\cdot \dots \cdot x_{n}} при {\displaystyle n>2\,\!} не е определен.